# 제6공병여단 (대한민국)
제6공병여단(第六工兵旅團, 6nd Engineer Brigade, 별명: 청솔부대)은 제6군단 예하부대인 공병여단이었다. 1971년 7월15일 창설되어, 대한민국 경기도 포천시 양주시 및 연천군 일대에 주둔했었다.
각각 간편조립교, 장간조립교라 불리는 중형 형교(Medium Girder Bridge), 베일리 다리(Bailey bridge), 리본부교(Ribbon Bridge System를 운용했었다.

## 편성
- 여단본부
  - 본부근무대 "곰"
  - 교량중대 "징검다리"
  - 도하중대 "물결가름"
- 제103공병대대 "황소"
- 제126공병대대 "사자"
- 제131공병대대 "독수리"
- 제132공병대대 "백호"

## 장비
- 간편조립교
- 부교장간조립교
- 리본부교
- 부교